# Nikolaus von Luckner
Nikolaus Godefridus greve von Luckner (30. november 1750 i Venlo – 27. marts 1824 i Plön) var en holstensk godsejer og amtmand, bror til Ferdinand von Luckner.
Han var søn af marskal af Frankrig Nikolaus Luckner, der blev henrettet i 1794, og 	Johanna Cornelia født Cuijpers. Allerede året efter blev faderens ry rehabiliteret, og sønnen fik udleveret faderens marskalstav.
Nikolaus von Luckner ejede godserne Blumendorf og Schulenburg. Han var konferensråd og blev 1781 amtmand over Reinfeld og Traventhal Amter med sæde på Traventhal Slot. 19. maj 1808 overtog han også embedet som amtmand over Plön og Ahrensburg Amter og efterfulgte August Hennings. Han fik dermed sæde i en lejlighed på Plön Slot. Han varetog embederne til sin død i 1824.
5. juni 1779 ægtede han i Husby Kirke på Fyn Adamine Gottlobine komtesse Wedell-Wedellsborg (19. maj 1760 i København – 13. november 1832 i Plön), datter af grev Hannibal Wedell. Parret fik 11 børn.